# Valgreghentino
Valgreghentino là một đô thị trong tỉnh Lecco, trong vùng Lombardia của Ý, cự ly khoảng 40 km về phía đông bắc của Milan và khoảng 8 km về phía nam của Lecco. Tại thời điểm ngày 31 tháng 12 năm 2004, đô thị này có dân số 3.197 người và diện tích là 6,3 km².
Valgreghentino giáp các đô thị: Airuno, Colle Brianza, Galbiate, Olginate.